# Sony Ericsson M600
Sony Ericsson M600 (на некоторых рынках носит название M600i, на других — M608c) — 3G смартфон, основанный на платформе UIQ 3 (собранной на базе Symbian OS 9.1). Модель была анонсирована 6 февраля 2006 года и является первым устройством M-серии Sony Ericsson.

## Подробнее
M600 проектировался для удовлетворения бизнес-потребностей пользователей. Он поддерживает возможность push email, правки документов и синхронизации с ПК различных параметров. Немаловажной особенностью телефона является отсутствие встроенной камеры, что является плюсом при работе в бизнес-окружении, где использование камер не разрешено.
Модель M600 отмечена как «EOL» (End of Life) компанией Sony Ericsson, что означает законченность продукта и отсутствие необходимости получения обновлений для смартфона, однако пользователи первых версий телефона отмечали наличие ошибок при его работе. Производителем предусмотрена возможность самостоятельного обновления встроенного ПО (прошивки) без потери гарантии и при стандартных возможностях (требуется компьютер с ОС Windows и установленными модулями Adobe Flash и Java, а также наличие доступа в интернет для скачивания прошивки).
При всех минусах, модель является очень обособленной, так как мобильный телефон M600 — единственный представитель M-линейки телефонов Sony-Ericsson, эта модель являлась одной из стартовых моделей для запуска и тестирования платформы UIQ3, это единственный смартфон без камеры и прочих уникальных характеристик (аналог W950i являлся представителем Walkman-серии), это первый телефон на мобильном рынке с уникальной и удобной QWERTY-клавиатурой, где каждая пара букв располагалась на клавише-качельке (что позволило значительно уменьшить размер клавиатуры с минимальными потерями в удобстве использования). Также этот смартфон получил тонкий корпус (как и W950i), что также способствовало увеличению продаж.
Непривычным для пользователей, не знакомых с P910, P990, оказалось отсутствие традиционного джойстика между экраном и клавиатурой и перенос его функций частично на JogDial, частично на сенсорный экран, управляемый стилусом (та же концепция применена в P1).
Интересный факт, что в кириллической версии смартфона отсутствовали символы латиницы на клавиатуре.
При разработке M600 была использована платформа UIQ 3, основанная на Symbian OS 9.1. Сенсорный экран отображает 262 144 цвета (18-bit глубина цвета), имеет разрешение 240x320 пикселей при размере 2,6 дюйма. Устройство работает на базе процессора Nexperia PNX4008 ARM9 208 МГц, поставляемом Philips, и имеет 64 МБ RAM и 128 МБ Flash ROM, которая может быть расширена до 32 ГБ при использовании Memory Stick Micro (M2).
Смартфон Sony Ericsson P1 был спроектирован на базе модели P990 в форм-факторе M600.

## Спецификации
- Размеры: 105×15×54 мм
- Вес: 112 г
- Цвета: белый, чёрный
- Экран: 262 144 цвета, сенсорный (240×320 пикселей)
- Память: Memory Stick Micro (M2), 60 МБ внутренней памяти
- Интерфейс пользователя: UIQ 3
- Операционная система: Symbian OS v9.1
- Сети: GSM 900, GSM 1800, GSM 1900, UMTS 2100
- Производительность: время разговора — UMTS: 2,5 ч / GSM: 7,5 ч, время ожидания — UMTS: 250 ч / GSM: 340 ч

## Функции
Музыка
- Bluetooth стерео (A2DP)
- Встроенный проигрыватель
- Создание мелодий/MIDI (MusicDJ)
- Музыкальные тоны
- PlayNow

Интернет
- RSS feeds
- Браузер Opera Mobile

Развлечения
- 3D-игры
- Java
- Видеоклипы
- Потоковое видео

Подключения
- 3G
- UMTS
- Bluetooth
- Fast port
- GPRS
- ИК-порт
- Модем
- Поддержка USB

Обмен сообщениями
- Email
- BlackBerry (push e-mail)
- MMS (Мультимедиа сообщения)
- Предиктивный ввод текста
- Push email
- SMS сообщения (Текстовое общение)
- Запись звука

Коммуникации
- Конференц-связь
- Громкая связь
- Вибровызов

Дизайн
- Jog Dial (Колесо прокрутки)
- Изображение на экране
- SVG Tiny 1.1
- Анимированные заставки

Органайзер
- Будильник
- Обмен визитными карточками
- Калькулятор
- Календарь
- Редакторы документов
- Диспетчер файлов
- Режим работы без сети
- Распознавание рукописного ввода
- Заметки
- Книга контактов
- Секундомер
- Диспетчер задач
- Таймер
- Сенсорный экран

## Похожие модели
- Sony Ericsson P1
- Sony Ericsson P990i

### Обзоры
- Mobile Review — Обзор Sony Ericsson M600
- Видеообзор телефона Sony Ericsson M600

### Факты
В фильме 2012 был использован данный аппарат. Также были модели W595i, P990i, W950i.